# Carolinen Brunnen

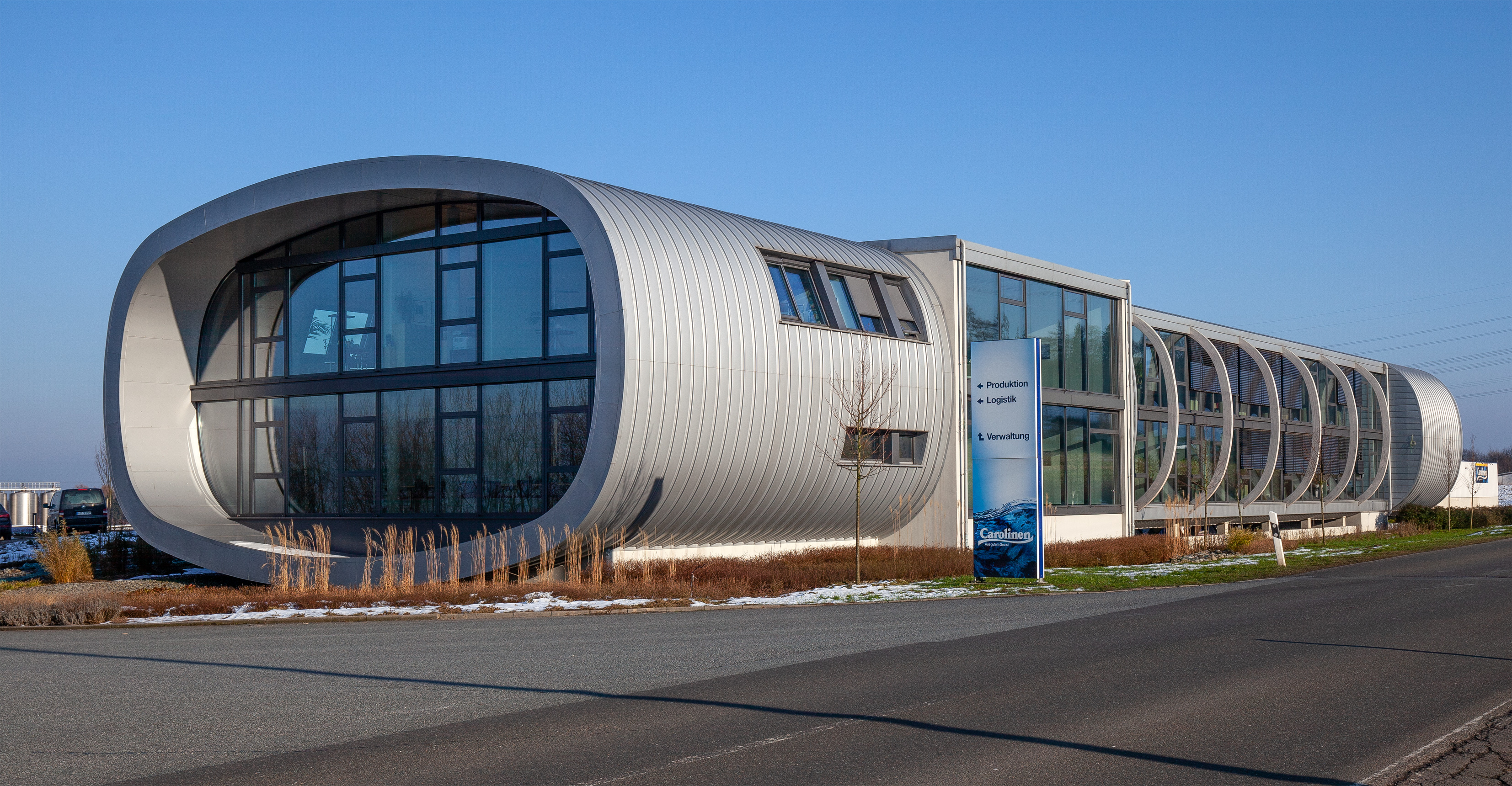
Verwaltungsgebäude

Die Carolinen Brunnen GmbH & Co. KG ist ein Unternehmen der Getränkeindustrie im Bereich alkoholfreier Erfrischungsgetränke und Mineralwässer mit Sitz in Bielefeld. Es hatte 2010 bei einem Absatz von 441 Millionen Litern einen Umsatz von 130 Millionen Euro.
Das Unternehmen gehört damit zu den größten Unternehmen am Mineralwassermarkt in Deutschland. Marktführer ist Carolinen in Ostwestfalen-Lippe, im südlichen Niedersachsen sowie in Sachsen-Anhalt. Unter Bezug der Abfüllmenge belegt das Unternehmen bundesweit den 14. Rang und in Bezug auf Umsatz des Jahrs 2012 den 12. Rang
Carolinen ist die Hauptmarke für Mineralwasserprodukte der Unternehmensgruppe. Gegründet wurde das Unternehmen 1925 als Bierverlag von Maria und Richard Wüllner. 1958 bekam das Unternehmen die Lizenz zum Abfüllen von Sinalco. Der Carolinen-Brunnen wurde 1973 erschlossen.
1991 übernahm das Unternehmen Mineralquellen Wüllner die Gaensefurther Schlossbrunnen von der Stadt Hecklingen und dem Ortsteil Gänsefurth. 2007 kaufte es die Güstrower Schlossquell GmbH in Güstrow in der Naturregion Mecklenburg-Vorpommern.
Hassia Mineralquellen übernahm Mineralquellen Wüllner zum Ende des Jahres 2020 und benannte es im Nachgang am 30. März 2021 um von Mineralquellen Wüllner GmbH & Co KG in Carolinen Brunnen GmbH & Co. KG.